# Carlos José Zambrano García-Raez
Carlos José Zambrano García-Raez, né le 23 février 1969 à San Fernando, est un homme politique espagnol membre de Vox.

## Biographie
Avocat, il a été membre du Parti Populaire avant de rejoindre Vox. Il est le petit-fils de Francisco García-Ráez, maire de Cádiz sous le régime franquiste.
Lors des élections générales anticipées du 10 novembre 2019, il est élu au Congrès des députés pour la XIVe législature.